# Turlock (Kalifornia)
Turlock város az USA Kalifornia államában, Stanislaus megyében. Lakosainak száma 72 740 fő (2020. április 1.).

## Népesség
A település népességének változása:

| 2010 | 68 549 |
| 2020 | 72 740 |